# Tyrone Marshall
Tyrone Marshall (Kingston, 12 novembre 1974) è un ex calciatore giamaicano, di ruolo difensore.

## Palmarès

### Club

#### Competizioni nazionali
- MLS Supporters' Shield: 2

Miami Fusion: 2001
Los Angeles Galaxy: 2002
- Campionato MLS: 2

Los Angeles Galaxy: 2002, 2005
- U.S. Open Cup: 3

Los Angeles Galaxy: 2005
Seattle Soundera: 2009, 2010